# 37-я танковая дивизия (СССР)
37-я танковая дивизия — воинское соединение АБТВ РККА Вооружённых сил Союза ССР, в Великой Отечественной войне советского народа против захватчиков гитлеровской Германии её сателлитов и союзников.
Сокращённое действительное наименование формирования применяемое в документах — 37 тд.

## История

### 1940 год
Дивизия сформирована в марте-июне 1941 года на базе 18-й легкотанковой бригады, переброшенной из Прибалтики на Украину.  Дислоцируется Суходолы.  Имела значительное количество танков БТ, однако оставляла желать лучшего укомплектованность автотранспорто: мотострелковый полк передвигался пешим порядком из-за отсутствия необходимого количества автотранспорта, а наличным количеством тракторов артиллерийский полк с началом боевых действий смог взять только две батареи (одну — 122-мм и одну 152-мм, всего семь орудий). Зенитный дивизион дивизии имел лишь одну четырёхорудийную батарею. 37-й понтонно-мостовой батальон к 22 июня находился на сборах на реке Днестр и выступить в район боевых действий не смог.

### 1941 год
Входила в состав 15-го механизированного корпуса Киевского ОВО (с 22 июня 1941 года Юго-Западного фронта).
На 22 июня 41г. дислоцировалась в районе Кременец, Бережаны.
В составе дивизии на 22.06.1941 г имелось 316 танков ( 1 КВ-1, 34 Т-34, 258 БТ-7, 22 Т-26 и 1 ХТ); 45 бронеавтомобилей (35 БА-10 и 10 БА-20).
В 4:45 22 июня в штабе корпуса было получено сообщение о начале войны, объявлена боевая тревога и вскрыт «красный пакет».
Дивизия  начали сосредоточение согласно плану прикрытия госграницы:  Гайе Смоленске, Кадлубиска, Пониква. 37-й мотострелковый полк остался в Бережанах из-за отсутствия автотранспорта.
15-му механизированному корпусу частным боевым приказом командующего Юго-Западным фронтом от 23:06 № 03 была поставлена задача: с утра 23 июня во взаимодействии с 4-м мехкорпусом и 3-й кавалерийской дивизией нанести удар в направлении Радзехов, Сокаль и уничтожить группировку противника, действующую на этом направлении. В первую очередь к контрудару привлекалась 10-я танковая дивизия, которая должна была наступать в направлении Радзехов, Бышув, Сокаль. 37-й танковой дивизии было приказано сосредоточиться в районе Оплуцко, Охладув и быть в готовности к удару в направлении Лопатин, Виткув Новы.
37-я танковая дивизия на основании боевого приказа командира корпуса сосредоточивалась в районе Оплуцко, Охладув, Грабина и к 14 часам достигла рубежа Соколувка, Баймаки. Повернув дивизию на Адамы, где разведкой якобы было обнаружено до 100 танков, и не найдя там противника, командир 37-й танковой дивизии продолжал после этого выполнение задачи по сосредоточению дивизии в раной Оплуцко, но с опозданием на 5-6 часов. Из-за задержки в районе Адамов дивизия к 2 часам ночи 24 июня дошла лишь до рубежа реки Радоставка.
37-я танковая дивизия должна была до 20:00 24 июня прикрывать на рубеже Шишковце, Топорув, Чаныз, Адамы отход 10-й танковой дивизии, после чего, переправившись через реку Стырь на участке Монастырск, Руда Бродзка, выйти в леса западнее Лясове в готовности к удару в направлении на Лешнев. К 2-м часам дивизия достигла рубежа южного берега реки Радоставка, где дополнительным распоряжением командира корпуса получила задачу перейти к обороне по южному берегу Радоставки в готовности с 13:00 25 июня 1941 года перейти в наступление в направлении Охладув, Радзехов. К 24 часам достигнуть линии Монастырек, Мостечка должен был 37-й моторизованный полк 37-й танковой дивизии, однако до конца дня 25 июня он это сделать не сумел.
25 июня 37-я танковая дивизия должна была подготовить из подручных материалов переправы через Радоставку, выйти передовыми частями на рубеж Колесники, лес Монастырей Охладовский и быть готовой к атаке в направлениях: Лопатин, Радзехов и Охладув, Радзехов. В течение 25 июня 1941 года дивизия выполняла данную задачу и вышла двумя полками в район Колесники, лес Монастырек Охладовский, ведя бои с мелкими разведывательными группами противника при форсировании реки Радоставка.
26 июня 73-й и 74-й танковые полки 37-й танковой дивизии вышли на рубеж Колесники и лес восточнее Монастырек Охладовский.
В 18 часов 26 июня на командном пункте корпуса в результате 50 минутного авианалета противника был тяжело контужен командир корпуса генерал-майор И.И. Карпезо. В командование корпусом вступил заместитель генерала Карпезо полковник Ермолаев.
Вечером 26 июня командованием фронта через комбрига Петухова 15-му механизированному корпусу поставлена задача: во взаимодействии с 8-м мехкорпусом разгромить группировку противника, действующую на дубенском и кременецком направлениях. 15-му механизированному корпусу с 8-й танковой дивизией с 9:00 27 июня 1941 года требовалось наступать в направлении Лопатин, Щуровице, Дубно, к исходу дня выйти в район Берестечко и в дальнейшем наступать в направлении Дубно. К этому времени противник прорвался на стыке 5 и 6 армий в районе Берестечко, Броды. Передовые части немецкой 11 тд вышли уже в район Острога. Части 15МК атаковали пехотные дивизии XXXXIV АК (9, 297, 57пд) прикрывавшие южный фланг прорыва 1ТГр.
К исходу 26 июня части 37тд имели: Т-34 — 29, БТ-7 — 185, Т-26 — 7 штук, 3 орудия 122 мм, 4 орудия 152 мм и 4 орудия полковой артиллерии.
37-й танковой дивизии предстояло наступать в общем направлении Монастырек, Грицыволя, Щуровице, Пяски.
Однако вскоре у командования фронта возникли опасения о смене немецкими войсками направления удара в южном направлении, к тому же на это были серьёзные предпосылки, т.к. 16тд противника, прорвавшись между Дубно и Броды, заняла Кременец. Штаб ЮЗФ отдать приказ о выводе механизированных корпусов из боя и сосредоточении их за линией обороны стрелковых корпусов.
На основании приказа Юго-Западного фронта 15-й мехкорпус 27 июня начал отводить свои дивизии на рубеж Золочовских высот — за линию 37-го стрелкового корпуса. Такой же приказ получил и 8-й механизированный корпус. Однако одобрения Москвы на отвод корпусов штаб Юго-Западного фронта не получил, и корпуса были возвращены в бой.
Прибывший около 10 часов на командный пункт командира 15-го механизированного корпуса в лес у Каштеляны начальник управления политпропаганды фронта бригадный комиссар Михайлов по поручению Военного совета фронта передал вновь приказ о наступлении корпуса в направлении Берестечко. В 12 часов отход частей корпуса командиром корпуса полковником Ермолаевым был приостановлен, и 37-я танковая дивизия была возвращена на рубеж реки Радоставка на участке Монастырок, Шишковице.
8МК 27 июня в одиночку перешёл в наступление в направление Дубно. Части его сил удалось прорваться в направлении Дубно, но они оказались отрезанными от основных сил корпуса.
Утром 28 июня, в 9:45, в корпусе был получен боевой приказ № 018 командующего фронтом. В нём 15-му мехкорпусу предписывалось продолжить выполнение поставленной задачи, к исходу дня выйти в район Берестечко, быть в готовности отразить возможные атаки механизированных соединений противника с запада и северо-запада и оказать содействие 8-му механизированному корпусу в разгроме прорвавшихся за реку Иква групп противника. Дивизии продолжили выполнение задач, поставленных командиром корпуса ещё 27 июня своим приказом № 007.
Одна из самых массированных атак танков БТ-7 в начальном периоде войны началась в середине дня 28 июня. 37-я танковая дивизия преодолела первую водную преграду на своем пути, реку Стырь, у Станиславчика. Захват собственно переправы был осуществлен 37-м мотострелковым полком, его успех развивали 73-й и 74-й танковые полки. Форсирование следующей речки, Островки, стало уже непосильной задачей. Первые подошедшие к переправе танки были сразу же подбиты. Слабая артиллерийская поддержка не позволила дивизии эффективно использовать легкие танки. Командир дивизии в своем отчете по итогам боевых действий написал: «Противнику было сравнительно легко и малыми силами организовывать противотанковую оборону, особенно против танков БТ-7, которые в основном имелись на вооружении в частях дивизии. Вместе с этим и огневая мощь танков БТ-7 в этих условиях была малоэффективной».
Слабая артиллерийская поддержка оказалась роковой и для мотострелков 37-й дивизии: 37-й мотострелковый полк, активно выполняя поставленную задачу, частью сил совместно с танками форсировал р. Стырь на участке Бордуляки, Станиславчик, но, не будучи поддержан достаточным количеством артиллерии (всего 2 батареи — одна 152-мм и одна 122-мм), понес большие потери. По данным начальника штаба мотострелкового полка капитана Карцева, потери полка — около 60% всего состава полка. Убит командир полка майор Шлыков и его заместитель майор Шварц. Рубеж, занимаемый 37-м мотострелковым полком, по южному берегу р. Стырь на участке Бордуляки, Станиславчик, усеян трупами и ранеными. 37-й мотострелковый полк сильно деморализован.
Командир корпуса принял решение и передал командиру 19-го танкового полка подполковнику Пролееву устный приказ — рокировать части 10-й танковой дивизии изданного района на восток на направление 37-й танковой дивизии, имея задачей вместе с 37-й танковой дивизией овладеть Лопатином с юго-востока. Однако к 23 часам 37-я танковая дивизия так и не смогла овладеть переправой через Острувку и несла большие потери от огня противника. Для 10-й и 37-й танковых дивизий, находившихся под непрерывным артиллерийским обстрелом противника в горловине между реками Острувка и Стырь, оставаться на месте не имело смысла, и командир 15-го механизированного корпуса полковник Ермолаев отдал командиру 19-го танкового полка приказ — выйти на восточный берег реки Стырь в районе Станиславчик и прикрыть отход 37-й танковой дивизии, которой также была поставлена задача: выйти на восточный берег реки Стырь и занять оборону по реке Радоставка на своем прежнем исходном рубеже.
73-му танковому полку, продолжавшему вести огонь по отходящему противнику, вследствие временной потери управления с большим трудом удалось переправиться на западный берег реки Стырь с тем, чтобы продолжать атаку на плечах отходящего противника. Однако время было упущено. Подразделения 73 тп начали форсировать реку только лишь около часа спустя после атаки мотострелкового полка. Это дало возможность остаткам батальона противника, оборонявшего переправы у Станиславчика, отойти в урочище Ляс Деибник. К 18 часам 2-й батальон 73-го танкового полка занял северные скаты высоты 202,0, где был встречен сильным противотанковым огнем. Попытка переправиться по мостам через реку Острувка севернее высоты 202,0 была безуспешной, так как головные 2—3 танка, подошедшие к мосту, были моментально подбиты и загорелись. Несколько танков пыталось обойти мост справа и слева, но это оказалось невозможным — машины застряли в болоте и были подбиты артиллерийским огнем противника.
Без артиллерийской и пехотной поддержки дивизия наступать дальше не могла, но артиллерия отсутствовала, а мотострелковый полк приводил себя в порядок. В 23:00 ввиду угрозы окружения командир 15-го механизированного корпуса приказал отвести части дивизии на южный берег реки Радоставка и занять оборону на рубеже (иск.) Манастырек, Леткув.
29 июня 1941 года представителем Юго-Западного фронта, прибывшим на командный пункт 15-го механизированного корпуса в Каштеляны, командиру корпуса был вручен приказ: с подходом и сменой частями 37-го стрелкового корпуса, 15-му механизированному корпусу выйти во фронтовой резерв и сосредоточиться в районе Бялы Камень, Сасув, Золочов, Ляцке. Дивизии корпуса получили задачу в ночь на 30 июня выйти в новые районы и сосредоточиться: 10-й дивизии — в районе Цыкув, Доузенька, Бялы Камень; 37-й — (иск.) Сасув, урочище Городыловский Ляс, Денбина; 8-й танковой дивизии — Княже, Лацке, Залесье.
37-я танковая дивизия имела задачу сосредоточиться в районе Сасов, урочище Городыловски Ляс, Елеховице, Дембина. Движение колонны с занимаемого рубежа приказывалось начать с 22:00 29 июня 1941 года С этого момента начался планомерный организованный отход частей дивизии, продолжавших вести бой с наседавшим противником. 74-й танковый полк контратакой ударной группы в 21:30 уничтожил до роты мотоциклистов, прорвавшихся к району Потопники, и отбросил остатки противника на северный берег Радоставки. Под прикрытием огня батареи 152-мм гаубиц полк с 22 часов начал организованно отходить с рубежа Шишковице, Потопники в направлении Турзе. 73-й танковый полк с мотострелковым полком, сдерживая наступление до двух полков противника, с 22:00 с рубежа (иск.) Манастырек, (иск.) Дубове отходил через Марцины иа Ражиюв. взаимодействуя с частями 141-й стрелковой дивизии. По достижении 73-м танковым и 37-м мотострелковым полками района Руда Бродзка, Ражиюв последние распоряжением командира 141 -й стрелковой дивизии были остановлены и получили задачу обеспечить отход 141-й стрелковой дивизии в южном направлении.
73-й танковый полк получил задачу от командира 141 -й стрелковой дивизии уничтожить обходящего противника и обеспечить отход двух правофланговых полков дивизии в южном направлении. Атакой 73-го танкового полка было уничтожено до батальона пехоты и до дивизиона артиллерии противника, что дало возможность частям 141 -й стрелковой дивизии планомерно отходить в южном направлении без угрозы окружения. К 19:00 73-й танковый полк после атаки вышел в район Ражшова, где посадил на танки два батальона 37-го мотострелкового полка и к 2:00 1 июля 1941 года вышел в район сосредоточения дивизии - к урочищу Городыловски Ляс. 74-й танковый полк при отходе с рубежа реки Радоставка отбивал контратаки мелких преследующих частей противника. В районе Сосьнинки, 4 км севернее Золочева, полк сосредоточился к 6:00 30 июня 1941 года.
Так закончилось участие 15-го механизированного корпуса в контрударе против 1-й танковой группы вермахта. Неудачный исход контрудара был предопределен многими причинами. Это и предвоенная разбросанность соединений корпуса (например, 37-й мотополк находился в 150 км от штаба дивизии), в связи с чем удар в первые три дня наносился по частям. Слишком медленно выдвигались к полю боя отдельные части — например, 37-я танковая дивизия, вынужденная отвлекаться на уничтожение «мифических» немецких танков в районе Адамы. Сыграло свою роль и то, что корпус действовал на фронте протяженностью до 70 км, причем 212-я моторизованная дивизия находилась на удалении до 50 км от основных сил, что крайне затрудняло управление корпусом, действовавшим в условиях лесисто-болотистой местности с плохой сетью дорог и при наличии всего двух радиостанций вместо восьми.
С 30 июня 41г. командование ГрА "Юг" вводило на стыке наших 5 и 6 армий в районе Золочева свежий XIVМК(9тд, мд SS "Викинг"). Удар свежего моторизованного корпуса когда наши войска начали отход из Львовского выступа мог существенно осложнить этот отход. Многочисленные тыловые колонны 6А Музыченко отходили от Львова на Золочев и далее на Тернополь. Захват Золочева означал бы перехват коммуникаций наших войск. Дивизии 15МК начавшие 29 июня уже отход в тыл ЮЗФ вовремя оказались в районе Золочева и прикрывали в ходе арьергардных боев отход частей 6А на Тарнополь. 37тд действовала севернее шоссе Золочев-Тарнополь. Отбивая атаки передовых наступающих частей противника и находясь под сильным воздействием его авиации, с утра 1 июля 1941 года продолжала отходить из района Сасов, урочище Городыловски Ляс, Елеховице, Дембина на восток — в направлении Заложцы-Нове. При отходе из района урочища Городыловски Ляс (севернее Золочева) 73-й танковый полк в 10:00 1 июля 1941 года начал движение по маршруту Сасов, Колтун, Кругув, Конане, Гнидава, Ратыще, лес севернее и западнее высоты 376,0. При подходе головой колонны к переправам через реку Серет западнее Колтува хвост колонны полка был атакован четырьмя танками и мотоциклистами противника, которые открыли пулемётный огонь. Одновременно с этим до двух батальонов мотопехоты, при поддержке артиллерийского огня (до двух батарей) из района Дембина, подошли к району селения Калинка.
В это же время голова колонны 74-го танкового полка из Хмольопа вытягивалась к северу на шоссе Сасов—Колтув, что вызвало некоторую задержку в движении 73-го танкового полка и замешательство его подразделений, следовавших в хвосте колонны полка. Командир 73-го танкового полка майор Громагин лично повел 10 танков в контратаку против наседавшего противника. Вслед за танками командир 10-го мотострелкового полка полковник Пшеницын собрал группу бойцов в 150 человек и также лично повел их в контратаку. Бой с переменным успехом продолжался более четырёх часов. В результате боя противник, потеряв несколько танков и до батальона пехоты, отошёл к Сасову. Потери 37тд в бою 1 июля составили 1 Т-34, 12 БТ подбитыми. 4 БТ пропали без вести. 1 оставлен из за отсутствия горючего.
В дальнейшем 73-й танковый полк, понеся значительные потери, под прикрытием огня 74-го танкового полка, занявшего рубеж в районе безымянной высоты северо-восточнее Хмельова, продолжал движение по своему маршруту и к 23:00 2 июля 1941 года сосредоточился в районе высоты 376,0. В результате боев, проведенных в районах Станиславчик, Манастырек, урочище Турзиньски Ляс, Ражнюв и в районе Сасова и Колтува 73-й танковый полк вышел в район своего сосредоточения (высота 376,0), не имея в своем составе тыловых подразделений и с небольшим количеством боевых машин.
74-й танковый полк, прикрыв отход своих тыловых подразделений и остатков 73-го танкового полка, продолжал движение по маршруту Колтув, Гарбузув, Олейюв, Заложцы-Старе, Гайе Розтоцке. При подходе головы колонны полка к Тросьцянцу полк был встречен артиллерийским и пулемётным огнем противника из района этого населенного пункта. К этому времени командир 74-го танкового полка получил от разведки данные о том, что переправа через реку Серет у Заложцы-Нове взорвана противником. Оставив прикрытие со стороны Тросьцянца, командир 74-го танкового полка повел свое соединение через Гнидава на переправу через Серет у Ратыще. При подходе к западной окраине Гайе Розтоцке полк был атакован танками противника при поддержке артиллерийского огня из района Гайе Розтоцке. Атака была отбита, и противник с большими потерями отошёл в юго-восточном направлении. В этом бою пропал без вести командир 74-го танкового полка полковник Коюнтин. При отходе из района Золочев в район урочище Ляс Остра Гура (восточнее Заложцы-Нове), второй эшелон штаба дивизии 1 июля 1941 года на подходе к селению Олеюв был отрезан от переправ через Серет у Заложцы-Нове. Горючее в баках машин было на исходе, а высланные к нему бензоцистерны не могли пробиться, так как на всем протяжении маршрута тылами отходивших частей были созданы пробки. Решением начальника второго эшелона штаба дивизии капитана Дорохина оставшийся в баках машин бензин был слит в несколько машин, на которые посадили командный состав второго эшелона и погрузили ценные секретные документы. С этим составом второго эшелона штаба дивизии и остаткам и ремонтно-восстановительного батальона капитан Дорохин вышел из окружения и присоединился к дивизии в Старо-Константинове.
2 июля корпус продолжал отходить на восток, находясь в резерве фронта. 37-я танковая дивизия, прикрывая отход корпуса с северо-восточного направления от мелких частей противника, к тому времени уже овладевшего Вышгородком, следовала по маршруту Збараж, Бялозурка, Базалия.
Прибывший утром в район Новики командир корпуса получил приказ Юго-Западного фронта о дальнейшем отводе корпуса в район Старо-Константинова, где требовалось сосредоточиться 4 июля. 3 июля передовые части достигли Старо-Константинова, где разместился штаб 15МК. Остальные части продолжали сосредотачиваться до ночи на 4 июля.
В Старо-Константинове командир корпуса получил боевое распоряжение командующего 6-й армией от 3 июля на сосредоточение 5-го, 8-го и 15-го мехкорпусов в районе Купель, Ожиговцы, Волочинск. Согласно этому документу, 15-й механизированный корпус должен был передать всю исправную материальную часть в распоряжение командарма-6 в район Купель, Гоноровка, а остальную матчасть и тылы — направлять на восток, не переходя линии Старо-Константинов—Проскуров. Но полковник Ермолаев, связавшись с начальником штаба фронта, получил другие указания — выводить корпус в район Уланова. 4 июля 37-я танковая и 212-я моторизованная дивизии совершали марш в район Уланова.
5 июля 37-я танковая дивизия начала сосредотачиваться в районе Хмельник.
К 11:00 6 июля 1941 года в районах сосредоточения у Уланова было налицо 2, БТ — 8, бронемашин — 5.
На основании решения Военного совета Юго-Западного фронта командир 15-го механизированного корпуса получил приказ: из всей оставшейся боевой материальной части и стрелковых подразделений корпуса сформировать сводные отряды и их силой оборонять рубеж по реке Гнилопять в районе Бердичева, куда прорвались 7 июля части 11тд противника. Материальная часть строевых подразделений и тыловые подразделения частей 15-го механизированного корпуса отправить в район Пирятина, оставив в районе Уланова лишь необходимое количество машин для обслуживания боевого состава оставшихся сводных отрядов.
В 37-й танковой дивизии был сформирован отряд в составе сводной танковой роты (2 Т-34,12 БТ).
К исходу 12 июля 1941 года в районы сосредоточения дивизии прибыли. 37-я танковая дивизия: начальствующего состава — 409 человек, младшего начальствующего и рядового состава — 1612 человек, танков БТ — 2, танков Т-34 — 1, бронемашин — 10, колесных машин — 144, 37-мм зенитных орудий — 2, 76-мм орудий — 1,45-мм орудий — 12.
37-я танковая дивизия 10 августа переформирована в 3-ю танковую бригаду (полковник Н.А. Новиков).
Бои Кременецкой группы 37-й танковой дивизии
22 июня 1941 года после ухода основной части дивизии из Кременца в район боевых действий в военном городке Кременец была оставлена группа под командой заместителя командира 74-го танкового полка майора Бочманова — численностью около 30% состава дивизии. Такое количество оставшихся было вызвано тем, что дивизия, будучи неукомплектованной штатной материальной частью, не могла взять с собой весь личный состав экипажей. Кроме того, необходимо было часть личного состава оставить для охраны оставшегося имущества, боеприпасов и казарменных помещений. Всего в группе насчитывалось 3571 человек, 1 КВ, 15 БТ-7 (из них 8 находилось в среднем ремонте), 9 Т-26, 1 огнеметный танк, 20 Т-27, 30 грузовых и специальных машин, 21 122-мм гаубица, 24 45-мм пушки, 45 пулемётов ДТ, 5 ручных пулемётов, 730 винтовок, 71 револьвер.
23 июня 1941 года к району Кременца подошли мелкие передовые части наступающего противника. Распоряжением майора Бочманова все имеющиеся силы и средства были использованы на организацию круговой обороны военного городка. Из исправных танков в количестве 7 штук была создана подвижная группа под командой командира 1-го батальона 73-го танкового полка капитана Романова.
К 13:00 24 июня 1941 года в район Денбины, Козин подошла небольшая группа мотоциклистов и мотопехоты противника. Подвижная группа получила задачу уничтожить противника у Денбин и Козина. В результате атаки было уничтожено 20 машин с мотопехотой противника, одно противотанковое орудие, одна цистерна с горючим, 3 автомашины с грузом и 4 мотоцикла. Подвижная группа потеряла один танк. В последующем кременецкая группа 37-й танковой дивизии продолжала вести бой в районе Кременца совместно с частями 14-й кавалерийской и 140-й стрелковой дивизий.
В 17:00 28 июня 1941 года взвод танков в составе 3 БТ-7 и 2 Т-26 под командой капитана Романова получил задачу уничтожить противника в районе Судобиче, действуя совместно с 512-м стрелковым полком 140-й стрелковой дивизии. В результате атаки был занят населенный пункт Бирки и уничтожено до роты пехоты противника, подбито 4 танка, которые загорелись, уничтожено 2 противотанковых орудия и взято в плен 3 мотоциклиста вместе с мотоциклами.
В 18:00 29 июня 1941 года 3 танка (1 БТ-7 и 2 Т-26) под командой лейтенанта Кошкина действовали совместно с 512-м стрелковым полком по уничтожению противника в районе Птыча. В результате атаки было уничтожено до роты пехоты противника, 2 противотанковых орудия и 2 грузовые машины. Группа потеряла два танка. В 18:0030 июня 1941 года кременецкая группа 37-й танковой дивизии от командира 146-й стрелковой дивизии получила задачу — отходить на Тарнополь и поступить в распоряжение штаба фронта.
1 июля 1941 года на основании распоряжения начальника Автобронетанкового управления Юго-Западного фронта генерал-майора Моргунова, переданного по телеграфу, кременецкая группа получила задачу форсированным маршем отходить на Златин. В последующем кременецкая группа отдельными командами постепенно вливалась в состав 37-й танковой дивизии.
Несмотря на слабо подготовленный в военном отношении личный состав кременецкой группы, отсутствие достаточного количества исправной боевой материальной части и недостаточное количество оружия, кременецкая группа сумела выполнить, возлагаемые на неё задачи и большую часть личного состава вывести из окружения в районе Кременца.
Дивизия расформирована. Обращена на формирование 3-я танковая бригады.

## Подчинение
- 22.06.1941   37 танковая дивизия / 15 механизированный корпус / 6 армия / Юго-Западный фронтА
- 01.07.1941   37 танковая дивизия / 15 механизированный корпус / Юго-Западный фронт
- 10.07.1941   37 танковая дивизия / 15 механизированный корпус / 6 армия / Юго-Западный фронт
- 01.08.1941   37 танковая дивизия / 15 механизированный корпус / Юго-Западный фронт

Входила в состав 15-го механизированного корпуса Киевского ОВО (с 22 июня 1941 года Юго-Западного фронта)

## Состав
73 и 74 тп, 37 мсп, 37 гап, 37 озад, 5 рб, 37 понб, 37 обс, 37 медсанбат, 37 атб, 37 рвб, 37 ррег, 37 пах, 703 ппс, 521 пкг

## Командование
Командиры:
- полковник Аникушкин, Фёдор Георгиевич, (11.03.1941 - 10.08.1941)[1].

Другие командиры
- Опарин, Виктор Андреевич командир 37-го отдельного разведывательного батальона дивизии (август 1940 — 4.6.1941)[2].